# Rhagoditta corallipes
Rhagoditta corallipes es una especie de arácnido  del orden Solifugae de la familia Rhagodidae.

## Distribución geográfica
Se distribuye por Túnez y Argelia.